# Pantry Panic
Pantry Panic (Pânico na Cozinha ou Despensa do Desespero, em português) é um filme de curta-metragem de animação estadunidense, sendo o 3º da série Pica-Pau. Foi produzido por Walter Lantz Productions, distribuído pela Universal Pictures e estreou nos cinemas dos Estados Unidos em 24 de novembro de 1941.

## História
Enquanto todos os pássaros da floresta estavam migrando para o Sul por causa do inverno, o Pica-Pau estava preparando-se para nadar no lago. Ao perceber a migração, ele pergunta aos pássaros para onde eles estão indo, e eles explicam que estão migrando para o Sul, pois o Professor Temporino Marmota (o meteorologista local) havia anunciado que um grande frio tomaria conta da região. Entretanto, o Pica-Pau não se preocupa, pois ele não acredita nas previsões do tempo.
Para a surpresa do Pica-Pau, as previsões do tempo estavam corretas, e um inverno rigoroso tomou conta da região. Novamente o Pica-Pau não se preocupa, pois ele tem em sua casa um estoque cheio de comida. Porém, um redemoinho de neve entra na casa dele e leva embora toda a sua comida, não deixando uma migalha sequer.
Duas semanas depois, o Pica-Pau, sem comer nada desde o incidente com o redemoinho, encontra-se cara-a-cara com a "Fome" (personificada de um jeito semelhante à personificação da Morte).
Um mês depois, um gato faminto aparece em frente a casa do Pica-Pau, e planeja comer o pássaro. O Pica-Pau, sem comer nada durante um mês, quando avista o gato, planeja comê-lo também, e quando os dois se encontram começa uma briga para ver quem consegue matar o outro primeiro.
Após alguns minutos de batalha, um grande alce aparece na porta da casa. Quando o Pica-Pau e o gato avistam o animal, imediatamente o matam e o comem inteiro. Sentados ao lado dos ossos do alce, os dois aparentam estar satisfeitos. Entretanto, o gato olha para o Pica-Pau e fala: "Isso foi delicioso! Mas sabe, eu ainda tenho fome!", e o Pica-Pau responde: "Ah, é? Eu também!". Os dois pegam suas facas, finalizando o desenho com os dois ainda com fome, tentando se matar de novo.

## Dublagem

### Dubladores originais
- Pica Pau / Gato: Danny Webb
- Pássaros da floresta: Sara Berner e Bernice Hansen[3]